# Chengdong, Sanyuan
Chengdong (kinesiska: 城东) var en socken i sydöstra Kina. Den låg i stadsdistriktet Sanyuan i staden Sanming i provinsen Fujian omkring 170 kilometer väster om provinshuvudstaden Fuzhou. Antalet invånare år 2010  är 10 744. Befolkningen består av 4 950 kvinnor och 5 794 män. Barn under 15 år utgör 18,0 %, vuxna 15-64 år 75 %, och äldre över 65 år 6,0 %. I juni 2010 blev den inkorporerad i stadsdelsdistriktet Jingxi.